# Músculo supinador
O músculo supinador é um músculo comprido, curvado sobre primeiro terço proximal do rádio.

## Embriogênese
O músculo supinador origina-se no mesênquima derivado da camada somática do mesoderma lateral.

## Inserções
Sua inserção proximal é o epicôndilo lateral do úmero e crista do m. supinador presente na face lateral da ulna. Se insere distalmente na face lateral do rádio.

## Ação
Sua ação é sugerida pelo seu nome, ou seja, esse músculo é responsável pela supinação do antebraço, ao ajudar o bíceps braquial a movimentar a mão para atingir a posição de supinação.

## Usos comuns do termo
O termo "supinador" também pode se referir, de maneira generalizada, à músculos que causam a supinação de parte do corpo. Em textos antigos, o termo "supinador longo" era utilizado para se referir ao músculo braquiorradial, enquanto "supinador breve" era utilizado para se referir ao músculo atualmente chamado de Supinador.

## Imagens Adicionais

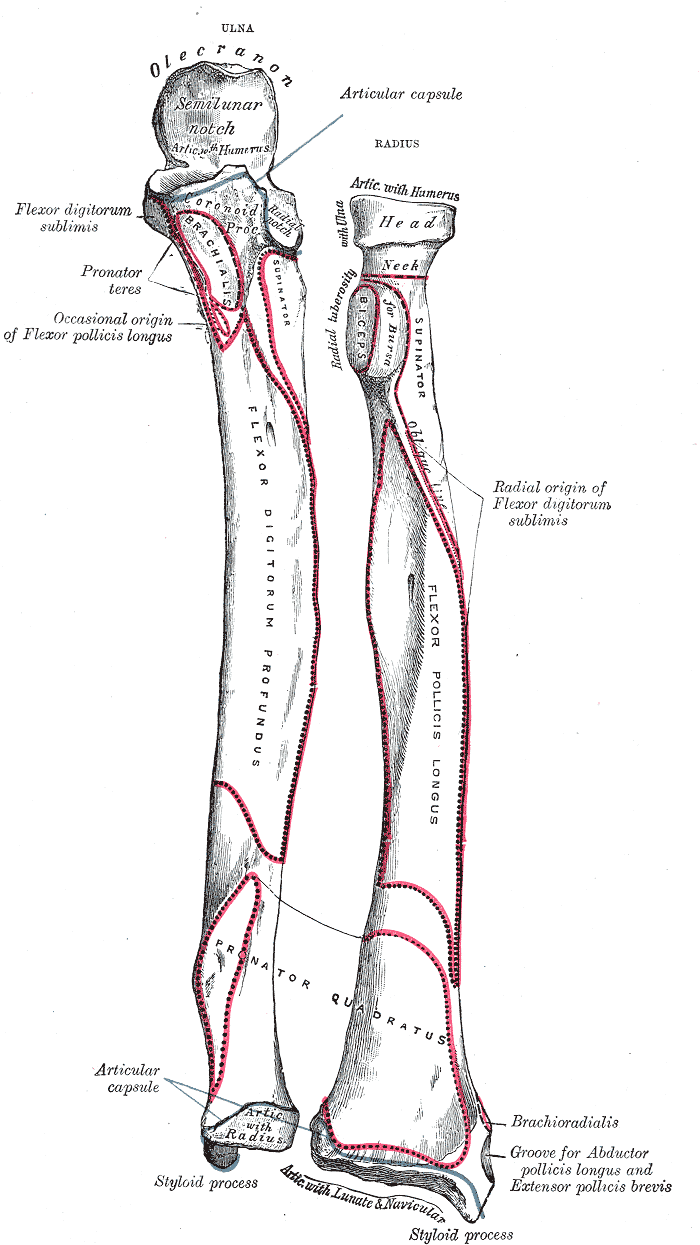
Ossos do antebraço esquerdo. Aspecto anterior.
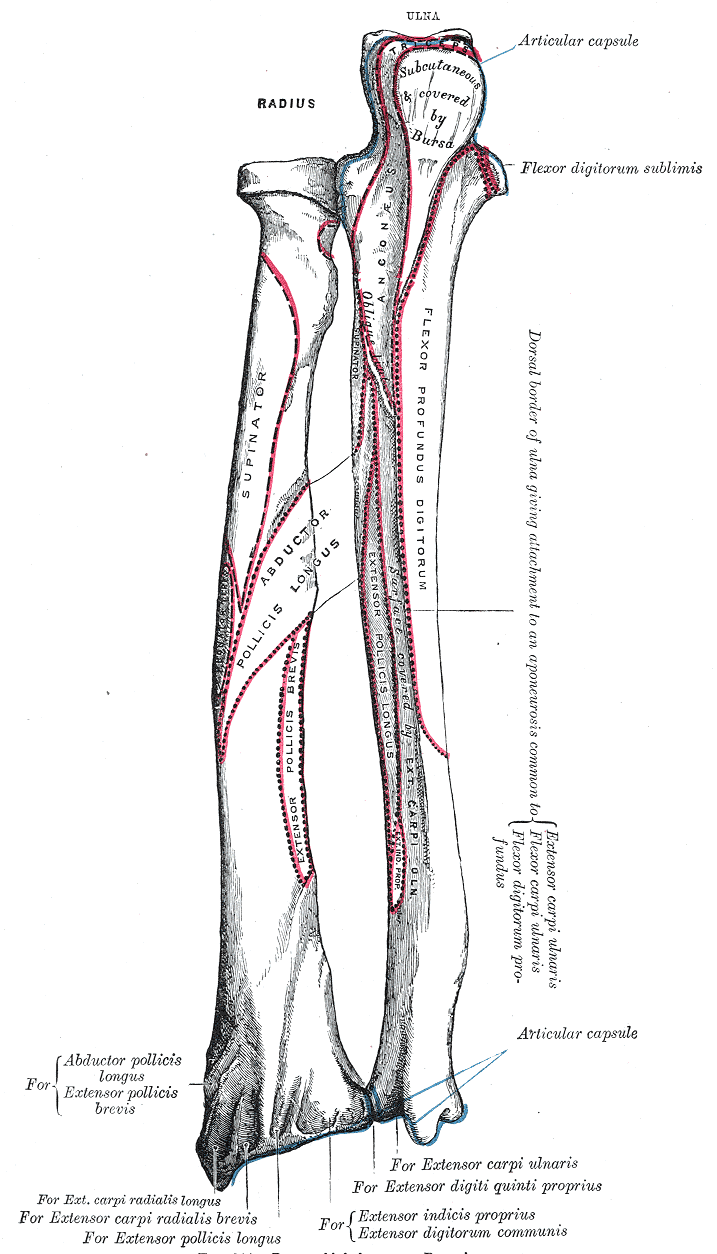
Ossos do antebraço esquerdo. Aspecto posterior.
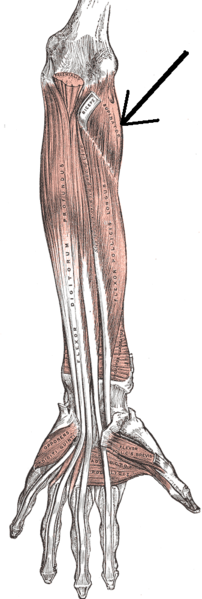
Visão frontal dos ossos do antebraço esquerdo. Músculos dorsais profundos.
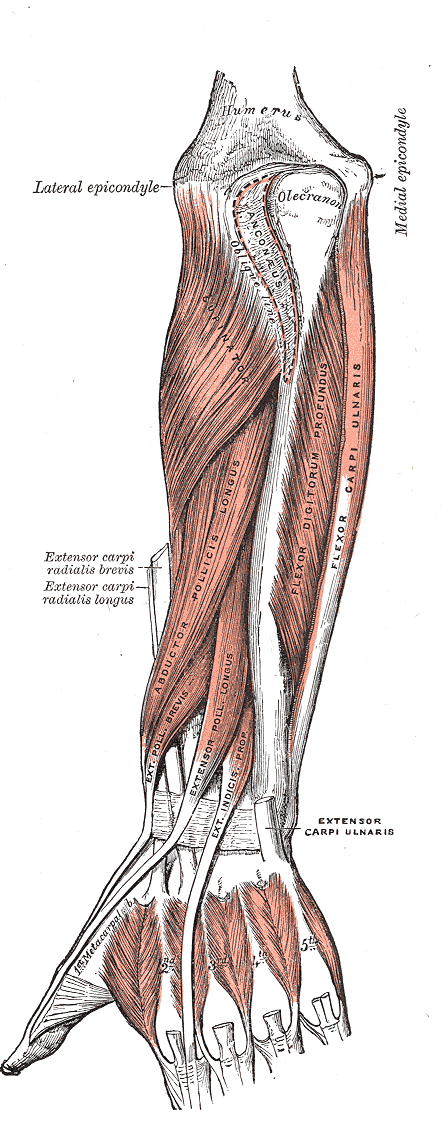
Visão posterior do antebraço. Músculos dorsais profundos.
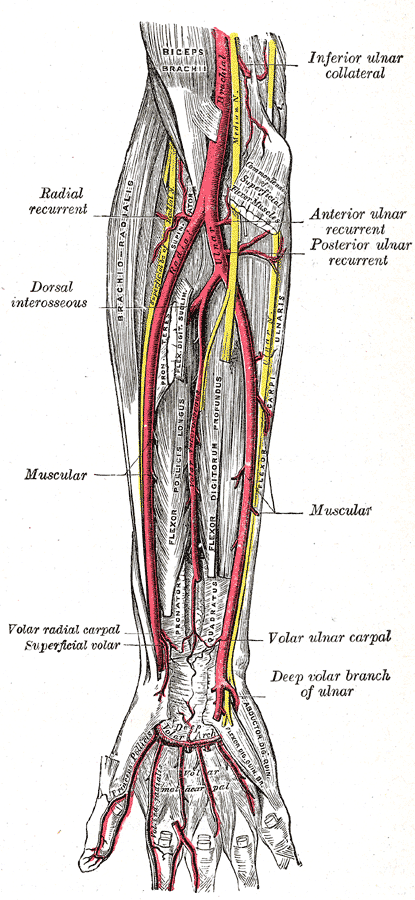
Artérias ulnar e radial. Visão profunda.
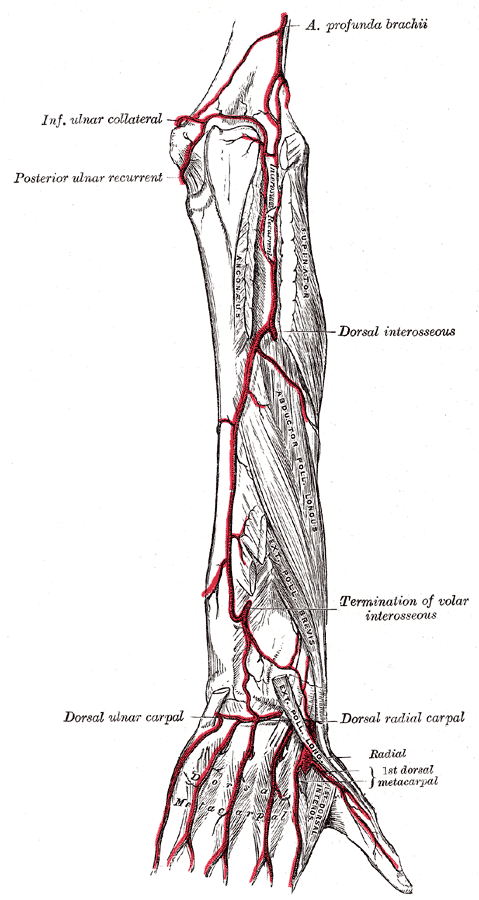
Artérias da parte posterior do antebraço e mão.